# 광음향 효과
광음향 효과(Photoacoustic effect)는 재료 샘플에서 빛이 흡수된 후 음파가 형성되는 것이다. 이 효과를 얻으려면 빛의 강도가 주기적으로(변조된 빛) 또는 단일 플래시(펄스된 빛)로 변해야 한다. 광음향 효과는 적절한 감지기로 형성된 소리(압력 변화)를 측정하여 정량화된다. 마이크나 압전 센서와 같은 것이다. 이러한 감지기에서 나오는 전기 출력(전류 또는 전압)의 시간 변화가 광음향 신호이다. 이러한 측정은 연구된 샘플의 특정 특성을 결정하는 데 유용하다. 예를 들어, 광음향 분광학에서 광음향 신호는 불투명하거나 투명한 물체에서 빛의 실제 흡수를 얻는 데 사용된다. 매우 강한 레이저 빛 펄스를 사용하여 민감도를 높이고 매우 좁은 파장을 사용하여 특이성을 높일 수 있으므로 매우 낮은 농도의 물질에 유용하다. 또한, 광음향 측정은 광화학 반응(광화학 문서 참고)에서 발생하는 열 연구, 특히 광합성 연구에서 귀중한 연구 도구 역할을 한다.
가장 일반적으로 모든 종류의 전자기 방사선은 광음향 효과를 일으킬 수 있다. 여기에는 감마선 및 X선부터 전자레인지 및 라디오에 이르기까지 모든 범위의 전자기 주파수가 포함된다. 그럼에도 불구하고 광음향 효과를 활용하는 보고된 연구 및 응용의 대부분은 근자외선/가시광선 및 적외선 스펙트럼 영역에 관한 것이다.

## 같이 보기
- 마이크로파 청각 효과